# کیت ریچی
کیت ریچی (انگلیسی: Kate Ritchie؛ زادهٔ ۱۴ اوت ۱۹۷۸) یک هنرپیشه اهل استرالیا است. وی بین سال‌های ۱۹۸۶ تا ۲۰۱۳ میلادی فعالیت می‌کرد.
از فیلم‌ها یا برنامه‌های تلویزیونی که وی در آن نقش داشته است می‌توان به خانه و دوری اشاره کرد.